# SN 1993X
SN 1993X – supernowa typu II odkryta 22 sierpnia 1993 roku w galaktyce NGC 2276. W momencie odkrycia miała maksymalną jasność 16,30m.